# گمینا پیکوشوو
گمینا پیکوشوو (به لهستانی:  Gmina Piekoszów) یک گمینا در لهستان است که در شهرستان کیلتسه واقع شده‌است. گمینا پیکوشوو ۱۰۲٫۴۸ کیلومتر مربع مساحت و ۱۵٬۲۴۹ نفر جمعیت دارد.